# Master of Puppets
Master of Puppets là album phòng thu thứ ba của ban nhạc heavy metal Metallica của Hoa Kỳ, do Elektra Records phát hành vào ngày 3 tháng 3 năm 1986. Được thu âm tại phòng thu Sweet Silence Studios với nhà sản xuất Flemming Rasmussen, nó là album đầu tiên của Metallica được hãng đĩa lớn phát hành. Master of Puppets là album cuối cùng của ban nhạc mang dấu ấn của tay bass Cliff Burton, người đã qua đời trong một tai nạn xe bus tại Thụy Điển trong đợt lưu diễn quảng bá album. Album đạt vị trí thứ 29 trên Billboard 200 và trở thành album thrash metal đầu tiên được chứng nhận bạch kim. Nó được chứng nhận đĩa bạch kim 6× bởi Hiệp hội Công nghiệp ghi âm Hoa Kỳ (RIAA) vào năm 2003 do doanh số 6 triệu bản tại Hoa Kỳ. Album cuối cùng cũng được chứng nhận đĩa bạch kim 6× bởi Music Canada và đĩa vàng bởi British Phonographic Industry (BPI).
Master of Puppets nhận được lời khen ngợi từ giới phê bình và được đưa vào các danh sách album hay nhất của những ấn phẩm khác nhau. Với chất nhạc mạnh mẽ đầy kỹ thuật cùng ca từ đậm chất chính trị và dữ tợn, nó đã nhận được lời khen ngợi từ các nhà phê bình ở ngoài cộng đồng nhạc metal. Album được xem như là nỗ lực mạnh nhất của ban nhạc trong gian đoạn này và là một trong những album heavy metal có nhiều ảnh hưởng nhất. Master of Puppets được cho rằng có đầy đủ "tầm quan trọng về văn hóa, lịch sử hoặc thẩm mỹ" để được gìn giữ trong National Recording Registry của Thư viện Quốc hội Hoa Kỳ vào năm 2016. Chỉ có 450 bản thu âm nhận được vinh dự này, và Master of Puppets là lựa chọn đầu tiên thuộc dòng nhạc metal.
Bìa album do Metallica và Peter Mensch phác thảo và Don Brautigam vẽ. Nó mô tả một nghĩa trang với những cây thập tự giá màu trắng được buộc những sợi dây, chúng được điều khiển bởi một đôi bàn tay từ trong bầu trời màu đỏ máu. Thay vì phát hành một đĩa đơn hoặc video ở Hoa Kỳ để quảng bá cho Master of Puppets, Metallica lại thực hiện một chuyến lưu diễn kéo dài năm tháng với sự hỗ trợ của Ozzy Osbourne. Chặng ở Châu Âu đã bị hủy bỏ sau cái chết của Cliff Burton vào tháng 9 năm 1986, và cả ban nhạc trở về nhà để tuyển mộ tay bass mới. Metallica kỉ niệm 20 năm ngày phát hành album bằng chuyến lưu diễn Escape from the Studio '06 trình diễn lại toàn bộ album.

## Bối cảnh và thu âm
Album đầu tay của Metallica Kill 'Em All năm 1983 đã đặt nền móng cho dòng nhạc thrash metal với lối chơi hung bạo và ca từ dữ tợn. Album đã thổi luồng sinh khí mới cho dòng nhạc ngầm ở Mỹ, và những sản phẩm sau đó của các hậu bối cùng thời cũng được chơi theo cách tương tự như vậy. Album thứ hai của ban Ride the Lightning đã mở rộng những ranh giới của thể loại này với cách sáng tác phức tạp hơn và công việc sản xuất cải tiến hơn. Album đã gây được sự chú ý cho đại diện của hãng Elektra Records là Michael Alago, người mà vào mùa thu năm 1984 đã cùng ban nhạc ký hợp đồng với một thỏa thuận gồm tám album kèm theo chuyến lưu diễn quảng bá. Elektra tái phát hành Ride the Lightning vào ngày 19 tháng 11, và ban nhạc bắt đầu chuyến lưu diễn ở những địa điểm lớn và lễ hội trong suốt năm 1985. Sau khi chia tay với người quản lý Jon Zazula, Metallica thuê giám đốc điều hành của Q Prime là Cliff Burnstein và Peter Mensch. Trong mùa hè năm ấy, ban nhạc tham gia trình diễn tại lễ hội Monsters of Rock ở Castle Donington, cùng với Bon Jovi và Ratt trước 70.000 người hâm mộ. Metallica đã nỗ lực để làm một album mà có thể gây ấn tượng với những nhà phê bình và giới mộ điệu, họ bắt tay vào việc sáng tác những chất liệu mới vào giữa năm 1985. Tay trống Lars Ulrich và thủ lĩnh James Hetfield là người viết ca khúc chính cho album, đã dự sẵn tên album sẽ là Master of Puppets. Cả hai cùng phát triển những ý tưởng ở trong một hầm giữ xe ở El Cerrito, California trước khi mời được tay bass Cliff Burton và tay ghita Kirk Hammett cho buổi diễn tập. Hetfield và Ulrich mô tả quá trình sáng tác ca khúc như là được bắt đầu bằng "những đoạn riff (một đoạn nhạc ngắn) của ghita, ghép nối chúng lại với nhau, tiếp tục công việc ghép cho đến khi chúng bắt đầu có âm hưởng như là một ca khúc". Sau đó, ban nhạc đặt tựa bài và chủ đề của bài hát, và Hetfield viết ca từ để phù hợp với tựa bài. Master of Puppets là album đầu tiên của Metallica không mang dấu ấn sáng tác của tay ghita trước đó là Dave Mustaine. Mustaine tuyên bố ông cũng đồng sáng tác trong ca khúc "Leper Messiah", dựa trên một bài cũ tên là "The Hills Ran Red". Ban nhạc đã phủ nhận điều này, mặc dù thừa nhận rằng có một phần kết hợp ý tưởng của Mustaine.
— Cliff Burnstein, on signing Metallica
Ban nhạc cho rằng họ không hài lòng với độ vang âm của các phòng thu ở Hoa Kỳ, và đã quyết định thu âm ở quê nhà của Ulrich là Đan Mạch. Ulrich tập những bài tập trống còn Hammett làm việc với Joe Satriani để học hỏi thêm về cách thu âm hiệu quả. Ulrich bàn với tay bass kiêm ca sĩ  Geddy Lee của ban nhạc Rush về việc sản xuất album nhưng sự hợp tác không trở thành hiện thực bởi lịch trình không phối hợp được. Metallica thu album với nhà sản xuất Flemming Rasmussen tại phòng thu Sweet Silence Studios ở Copenhagen Đan Mạch từ ngày 1 tháng 9 đến ngày 27 tháng 12 năm 1985. Việc sáng tác của tất cả các ca khúc ngoại trừ "Orion" và "The Thing That Should Not Be" đã được hoàn thành trước khi ban nhạc đến Copenhagen. Rasmussen cho biết ban nhạc đã mang theo những bản thu thử được chuẩn bị tốt của các ca khúc, và chỉ phải chỉnh sửa lại đôi chút tại phòng thu. Việc thu âm kéo dài hơn album trước đó bởi vì Metallica đòi hỏi sự hoàn hảo và có tham vọng cao hơn đối với album lần này. Metallica tránh việc sản xuất nhanh chóng và sử dụng synthesizer như các album hard rock và heavy metal đương thời của Bon Jovi, Iron Maiden, và Judas Priest. Mặc dù có tiếng là bợm nhậu, nhưng các thành viên không đụng đến bia rượu trong suốt những ngày thu âm. Hammett nhớ lại rằng cả nhóm "chỉ làm một album khác" vào lúc đó và "không có ý tưởng rằng nó sẽ vươn tới một tầm ảnh hưởng như nó đã đạt được". Ông cũng cho rằng nhóm đã "chắc chắn đạt đỉnh" vào thời điểm đó và rằng album đã có "âm thanh của một ban nhạc thực sự hòa quyện, [một ban nhạc] đã thực sự học được cách để phối hợp tốt với nhau".
Rasmussen và Metallica không hoàn thành được băng thu hòa âm như hoạch định. Do đó, các băng master được chuyển đến cho Michael Wagener vào tháng 1 năm 1980 để hoàn thành việc hòa âm cho album. Bìa album được Metallica và Peter Mensch phác thảo và do Don Brautigam vẽ. Nó mô tả một cánh đồng nghĩa địa với những cây thập tự trắng được buộc vào những sợi dây và được điều khiển bởi 1 đôi bàn tay trong nền trời đỏ máu. Ulrich giải thích rằng ảnh bìa này đã tóm tắt nội dung của ca từ trong album-con người bị điều khiển một cách vô thức. Ảnh bìa gốc đã được bán tại Rockefeller Plaza, New York City với giá $28.000 vào năm 2008. Ban nhạc cũng chế giễu những nhãn dán cảnh báo do Hiệp hội Công nghiệp ghi âm Hoa Kỳ đề xướng bằng một nhãn dán Parental Advisory (lời khuyên cho phụ huynh) mang tính hài hước trên bìa: "Bài duy nhất mà bạn có thể sẽ không muốn mở là 'Damage, Inc.' do việc sử dụng nhiều từ 'F' thô tục. Ngoài ra, không có bất kì từ 'shits', 'fucks', 'pisses', 'cunts', 'motherfuckers', hay 'cocksuckers' ở bất cứ đâu trong album này". Album được thu âm với những nhạc cụ sau: guitar của Hammett là một cây Gibson Flying V 1974 màu đen, một cây Jackson Randy Rhoads màu đen, và một cây Fernandes Stratocaster màu đen với biệt danh "Edna"; Hetfield sử dụng cây Jackson King V chơi cùng với khuếch âm (amplifier) Mesa Boogie Mark C+ được chỉnh như là một pre-amp; Burton dùng một cây Aria Pro II SB1000 cùng với các đầu khuếch âm (amplifier head) và dàn loa thùng; Ulrich sử dụng trống của Tama, và mượn một trống lẫy hiếm S.L.P. Black Brass từ tay trống Rick Allen của ban Def Leppard, người mà mất một cánh tay do tai nạn giao thông.

## Đón nhận
| Đánh giá chuyên môn              | Đánh giá chuyên môn |
| Nguồn đánh giá                   | Nguồn đánh giá      |
| Nguồn                            | Đánh giá            |
| -------------------------------- | ------------------- |
| AllMusic                         | [ 19 ]              |
| Chicago Tribune                  | [ 20 ]              |
| Christgau's Consumer Guide       | B–                  |
| Collector's Guide to Heavy Metal | 10/10               |
| Encyclopedia of Popular Music    | [ 23 ]              |
| The Great Rock Discography       | 9/10                |
| Kerrang!                         | [ 3 ]               |
| MusicHound Rock                  | 4/5                 |
| The Rolling Stone Album Guide    | [ 26 ]              |
| Sputnikmusic                     | 4.5/5               |

Master of Puppets nhận được lời khên ngợi từ các nhà phê bình ở khắp mọi nơi. Biên tập viên Tom King cho rằng Metallica đã đạt được một "đỉnh cao phi thường trong việc sáng tác" trong suốt quá trình thu âm, một phần là vì Burton cũng góp phần vào việc sáng tác. Album được những nhà phê bình ngoại đạo đánh giá là một kiệt tác và biểu dương như là một trong vài album tuyệt nhất của thể loại heavy metal. Trong một bình luận thời đó, Tim Holmes của Rolling Stone khẳng định rằng ban nhạc đã định nghĩa lại thể loại nhạc heavy metal với kỹ thuật điêu luyện được trình diễn một cách tinh tế trong album mà ông mô tả như là "âm thanh của sự hoang tưởng toàn cầu". Kerrang! đã viết Master of Puppets "cuối cùng đã đưa Metallica thành những tên tuổi lớn nơi mà họ thuộc về". Ngược lại, Judge I-Rankin của tạp chí Spin lại cảm thấy thất vọng với album và nói, mặc dù tác phẩm rất lạ và sự thử nghiệm của Metallica rất đáng khen ngợi, it eschews the less "intellectual" approach of Kill 'Em All for a MDC-inspired direction that is inconsistent.

## Danh sách ca khúc
Tất cả lời bài hát được viết bởi James Hetfield.
| STT              | Nhan đề                        | Phổ nhạc                                     | Thời lượng |
| ---------------- | ------------------------------ | -------------------------------------------- | ---------- |
| 1.               | "Battery"                      | Hetfield, Lars Ulrich                        | 5:12       |
| 2.               | "Master of Puppets"            | Hetfield, Ulrich, Cliff Burton, Kirk Hammett | 8:36       |
| 3.               | "The Thing That Should Not Be" | Hetfield, Ulrich, Hammett                    | 6:37       |
| 4.               | "Welcome Home (Sanitarium)"    | Hetfield, Ulrich, Hammett                    | 6:27       |
| 5.               | "Disposable Heroes"            | Hetfield, Ulrich, Hammett                    | 8:17       |
| 6.               | "Leper Messiah"                | Hetfield, Ulrich                             | 5:40       |
| 7.               | "Orion" (Instrumental)         | Hetfield, Ulrich, Burton                     | 8:28       |
| 8.               | "Damage, Inc."                 | Hetfield, Ulrich, Burton, Hammett            | 5:29       |
| Tổng thời lượng: | Tổng thời lượng:               | Tổng thời lượng:                             | 54:46      |

| Những bài bổ sung trong bản tái phát hành kỹ thuật số | Những bài bổ sung trong bản tái phát hành kỹ thuật số | Những bài bổ sung trong bản tái phát hành kỹ thuật số |
| STT                                                   | Nhan đề                                               | Thời lượng                                            |
| ----------------------------------------------------- | ----------------------------------------------------- | ----------------------------------------------------- |
| 9.                                                    | "Battery" (Live in Seattle 1989)                      | 4:53                                                  |
| 10.                                                   | "The Thing That Should Not Be" (Live in Seattle 1989) | 7:02                                                  |
| Tổng thời lượng:                                      | Tổng thời lượng:                                      | 66:41                                                 |

## Nhân sự
Dựa trên những ghi chú trong bìa lót của album.

### Metallica
- James Hetfield – hát chính, ghita đệm, cùng chơi ghita chính trong  "Master of Puppets" và "Orion"
- Kirk Hammett – ghita chính
- Cliff Burton – bass, hát bè
- Lars Ulrich – trống

### Sản xuất
- Flemming Rasmussen – sản xuất, kỹ sư âm thanh
- Metallica – sản xuất, ý tưởng bìa
- Andy Wroblewski – kỹ sư hỗ trợ
- Michael Wagener – hòa âm
- Mark Wilzcak – kỹ sư hòa âm hỗ trợ
- Mike Gillies – hòa âm những bài bổ sung trong bản kỹ thuật số tái phát hành
- George Marino – Audio mastering, remaster tái bản năm 1995
- Michael Alago – chỉ đạo nghệ thuật

### Bao bìa
- Peter Mensch – ý tưởng bìa
- Don Brautigam – minh họa bìa
- Ross Halfin; Rich Likong; Rob Ellsi – nhiếp ảnh